# Ԙ
Ԙ, ԙ (лігатура ЯЕ) — літера розширеної кирилиці. Використовувалася в мокшанській абетці на початку XX століття. Позначала звукосполучення [jæ].  У сучасній мокшанській абетці для цього звуку використовуються літери Е або Я.